# Mistrovství světa v zápasu řecko-římském 2006
Mistrovství světa v zápasu řecko-římském proběhlo v Kantonu, Čína v roce 2006.

## Výsledky
| Kategorie | Podrobně | Zlato                     | Stříbro                    | Bronz                     | Bronz                  |
| --------- | -------- | ------------------------- | -------------------------- | ------------------------- | ---------------------- |
| -55 kg    | podrobně | Hamíd Surián (IRI)        | Rovšan Bajramov (AZE)      | Lindsey Durlacher (USA)   | Pak Un-čol (KOR)       |
| -60 kg    | podrobně | Joe Warren (USA)          | Davit Bedynadze (GEO)      | Bünyamin Emik (TUR)       | Vjačeslav Džaste (RUS) |
| -66 kg    | podrobně | Li Jan-jan (CHN)          | Kanatbek Begalijev (KGZ)   | Sergej Kovalenko (RUS)    | Justin Lester (USA)    |
| -74 kg    | podrobně | Volodymyr Šackych (UKR)   | Marko Yli-Hannuksela (FIN) | Manučar Kvirkvelija (GEO) | Mark Madsen (DEN)      |
| -84 kg    | podrobně | Mohamed Abd el-Fata (EGY) | Nazmi Avluca (TUR)         | Alexej Mišin (RUS)        | Saman Tahmásibí (IRI)  |
| -96 kg    | podrobně | Heiki Nabi (EST)          | Marek Švec (CZE)           | Hamza Yerlikaya (TUR)     | Kalojan Dinčev (BUL)   |
| -120 kg   | podrobně | Chasan Barojev (RUS)      | Mijaín López (CUB)         | Sergej Arťuchin (BLR)     | İsmail Güzel (TUR)     |